# Émerson Leão
Émerson Leão (ur. 11 lipca 1949 w Ribeirão Preto) – brazylijski piłkarz, występował na pozycji bramkarza, trener piłkarski. Selekcjoner reprezentacji Brazylii w latach 2000–2001.

## Kariera
Grał na mistrzostwach świata w 1974 i 1978. Złoty medalista MŚ 1970, srebrny MŚ w 1978 roku (wówczas rozdawano cztery komplety medali: złote, srebrne pozłacane, srebrne i brązowe). Znajdował się w kadrze mistrzów świata z 1970 oraz w drużynie na MŚ 1986.
W 2000 zastąpił trenera Luxemburgo i prowadził Brazylię w eliminacjach do mistrzostw świata 2002. Został zwolniony z powodu słabych wyników zespołu.
W październiku 2011 ponownie został trenerem São Paulo FC, zastępując Adilsona Batistę.